# 陽光照耀之地
《陽光照耀之地》或陽光照耀的未來（日语：いつか陽のあたる場所で），為日本NHK電視台自2013年1月8日起開播的週二晚間十點檔（電視劇10）。由上戶彩、飯島直子主演。
戲劇標語為「我的過往，說不出口，也放不下。」與「我的過往，說不出口，也想傳達感受。」

## 概要
改編自日本小說家乃南朝的小說作品「芭子&綾香系列」。講述有著更生人身份的兩位女性：芭子和綾香，她們共同持有這無可告人之過去，靜靜地生活於繁華大東京的下町·谷中時所發生的故事。

## 登場人物

### 領銜主演
- 小森谷芭子（29） 　上戶彩 飾　（幼年：三本采香）

因迷盜罪入監服刑。出身富裕家庭。大學時代為了取得大筆金錢去支持喜歡的牛郎，誤入歧途，最後終於在第6次犯行之後，於自家門前遭到逮捕。7年刑期，讓芭子幾乎賠上了最精華之歲月。
兄弟姐妹、父母，以及親戚們都和芭子劃清界線，因此出獄後的她便獨居於谷中已過世的外婆留下的房子裡。雙親為了不讓祖母知悉真相，便和鄰居們說芭子到海外留學去了，因為芭子在祖母的心目中，永遠是最棒的。
芭子經常對過去感到後悔，也害怕再見到熟人。一開始，她在自家附近的按摩店兼職，但因老闆對其性騷擾而黯然辭職。雖然,芭子的按摩技術有顯著進步，但電腦和手機簡訊方面卻有些弱。
在那之後，芭子又在一家寵物店找到兼職，並開始接單於寵物服裝製作，且廣受好評。裁縫亦是芭子在獄中所習得之技能。
- 江口 綾香（39－原作為41歲） 　飯島直子 飾

原姓大芝。因殺人罪入監服刑。由於婚後不時遭到丈夫家暴摧殘，致使痛下殺手，而這一切均被其年幼的兒子所目睹。雖是殺害親夫，但憑藉著傷痕累累的身軀，綾香獲得了司法的酌量減刑，判刑5年。在服刑期間，和芭子住於同一間牢房。
經常鼓勵芭子在人面前抬頭挺胸：因為我們分別已「贖罪」過，只要秉持良知，妳也有資格！
夢想是開一家麵包店。經常在芭子家和芭子一起吃飯。

### 聯合演出
芭子的週遭人物
- 岩瀨圭太（28）　 齋藤工 飾

超商店員。借傘於因大雨而進退兩難的芭子。
- 小森谷尚之（25） 　大東駿介 飾

芭子之弟。渴望幸福的婚姻生活，因害怕妻子家裡得知姊姊為犯罪者，而與姊姊斷絕關係。
- 小森谷香織 　鹿沼憂紀 飾

尚之的妻子。原姓仁科。
- 高木聖大　 福德秀介 飾
- 結城美穗　 高畠華澄 飾
- 今枝修　 近藤芳正 飾 （第三、四集）
- 片山祥子　 阿南敦子 飾
- 大石節（70） 　松金よね子 飾
- 大石重雄（72） 　龍雷太 飾
- 小森谷雪江（51） 　藤田朋子 飾

妙子之妹。美容院「studio Teo」美容師。
- 小森谷妙子（52）　 淺野溫子 飾

芭子的母親。
綾香的週遭人物
- 澤田律子　 藤吉久美子 飾
- 澤田功一　 阿南健治 飾
- 田村省吾　 少路勇介 飾
- 江口朋樹　 藤本哉汰 飾　（幼年：濱田神樂）

綾香的兒子。
- 大芝文彥（65） 　前田吟 飾

綾香的父親。富山的漁夫。獨自一人將兩個女兒扶養長大。
- 琴美 　中島裕子 飾 （第八、第九集）

綾香的妹妹。
- 飯倉幸子（71） 　江波杏子 飾

### 特別演出
第一集
- 阿亮 　松下洸平 飾

芭子於學生時代支持的牛郎。
第二集
- 野川真由美 　臼田麻美 飾

芭子的大學同學。家暴受害者。
- 野川正也 　米村亮太朗 飾

真由美的丈夫。總是毫無理由的對妻子施暴。
- 野川悠太（7） 　黑井信孝 飾

真由美和正也之子。為因受折磨而失去笑容的媽媽滿懷不捨。希望自己能變強勝過父親，讓媽媽重拾笑容。
第三集
- 今枝修 　近藤芳正 飾 （至第四集）

第四集
- 倉本 豪介 　安田顯 飾

綾香的高中同學。富山人。在神戶和來旅行的綾香重逢。
第六集
- 佐伯浩太郎　 長谷川朝晴 飾
- 佐伯懮奈　 久家心 飾
- 千里　 春木美佐代 飾

飯倉幸子之女。因姊姊之死而對母親有所憎恨。
- 服部香江子　 坂井真紀 飾 （至第七集）

因竊盜罪入監。和綾香及芭子服刑於同一監獄。
第八集
- 漁會組長 　黑部進 飾

文彥所屬的漁會組長。
第九集
- 柏田 　木野花 飾

綾香之子朋樹所處之「兒童之家」園長。

## 製作團隊
- 原作：乃南朝
- 劇本：高橋麻紀、鈴木裕那
- 音樂：澤野弘之、和田貴史、德差健悟
- 導演：澀谷未來、山內宗信、岡嶋純一
- 主題曲：松任谷由實《Early Springtime》（EMI Music Japan）
- 劇本協力：鈴木裕那
- 法務考證：北村亮典
- 刑務考證：坂本敏夫
- 醫務指導：吉川喜美枝
- 烘焙指導：坂本里香
- 裁縫指導：大島裕見子
- 動作指導：佐佐木修平
- 綜合製作：錢谷雅義、近見哲平
- 製作：NHK

## 各集副標題
| 各 集                                                      | 放送日        | 副標題 | 中譯副標題         | 劇 本             | 導 演    |
| ---------------------------------------------------------- | ------------- | ------ | ------------------ | ----------------- | -------- |
| 第1集                                                      | 2013年1月8日  |        | 有前科的兩人       | 高橋麻紀          | 澀谷未來 |
| 第2集                                                      | 2013年1月15日 |        | 想要變得堅強       | 高橋麻紀          | 澀谷未來 |
| 第3集                                                      | 2013年1月22日 |        | 最想見的人         | 高橋麻紀          | 澀谷未來 |
| 第4集                                                      | 2013年1月29日 |        | 故鄉來的傳言       | 高橋麻紀          | 澀谷未來 |
| 第5集                                                      | 2013年2月5日  |        | 給弟弟的話         | 高橋麻紀          | 山內宗信 |
| 第6集                                                      | 2013年2月12日 |        | 擁有幸福的資格     | 高橋麻紀          | 山內宗信 |
| 第7集                                                      | 2013年2月19日 |        | 來自黑暗的訪客     | 高橋麻紀 鈴木裕那 | 澀谷未来 |
| 第8集                                                      | 2013年2月26日 |        | 直到再見面的那一天 | 高橋麻紀          | 岡嶋純一 |
| 第9集                                                      | 2013年3月5日  |        | 不再是母親的母親   | 高橋麻紀 鈴木裕那 | 山內宗信 |
| 完結篇                                                     | 2013年3月12日 |        | 約定好的未來       | 高橋麻紀          | 澀谷未來 |
| 平均收視率9.5%（收視率來自Video Research對關東地區的調查） |               |        |                    |                   |          |
| 特別篇                                                     | 2014年4月1日  |        | 陽光照耀之地特別篇 | 高橋麻紀          | 澀谷未來 |

## 外部連結
- NHK 本劇官網 （页面存档备份，存于）（日語）

| NHK ドラマ10                         | NHK ドラマ10                          | NHK ドラマ10                    |
| ------------------------------------ | ------------------------------------- | ------------------------------- |
|                                      | 陽光照耀之地 （2013.1.8 - 2013.3.12） |                                 |
| 單親媽媽 （2012.10.23 - 2012.12.11） | 第二樂章 （2013.4.16 - 2013.6）       |                                 |
| 紙之月 （2014.1.7 - 2014.2.4）       | 陽光照耀之地特別篇 （2014.4.1 ）      | 沉默的貧困 （2014.4.8 - 2014.） |

1. ↑  . ent.sina.com.cn.   [2025-01-12].